# Paraproteinämie
Als Paraproteinämie (lat. para - "neben", -ämie - "im Blut") bezeichnet man im Allgemeinen das vermehrte Vorkommen eines oder mehrerer bestimmter Proteine im Blut, welche deshalb auch als Paraproteine   bezeichnet werden. Bekannte Formen der Paraproteinämie sind insbesondere die Monoklonalen Gammopathien, bei denen monoklonale Immunglobuline und/oder auch freie Immunglobulin-Leichtketten als Paraprotein (aufgrund der Monoklonalität auch als M-Komponente, M-Gradient oder M-Protein bekannt) vorliegen. Zum Teil wird der Begriff Paraproteinämie auch synonym für eine Monoklonale Gammopathie verwendet.

## Assoziierte Krankheitsbilder
Zu den als Paraproteinämie einzustufenden Krankheitsbildern, die sich auf jeweils ein bestimmtes, in seiner Konzentration aus unterschiedlichen Gründen über den physiologischen Konzentrationsbereich angestiegenes Protein beziehen, zählen unter anderem:
- das Multiple Myelom (veraltet: Plasmozytom)
- die Monoklonale Gammopathie unbekannter Signifikanz (MGUS)
- die IgG Deposition Disease
- das Osteoklastische Multiple Myelom (POEMS)
- die Heavy Chain Disease und
- der Morbus Waldenström.

Diese Erkrankungen gehören zum Teil zur Gruppe der Non-Hodgkin-Lymphome.

## Diagnostik
Für die Paraproteinämie gibt es keine allgemein gültigen diagnostischen Kriterien. Im Falle einer Monoklonalen Gammopathie gelten verschiedene Grenzwerte um ein bestimmtes Krankheitsbild (wie z. B. ein Multiples Myelom) zu definieren. Zur Bestimmung des Paraproteins werden unter anderem eine Eiweißelektrophorese, Immunfixationselektrophorese und eine quantitative Immunglobulin-Bestimmung (sowohl im Serum als auch im Urin) eingesetzt. Durch die Messung der freien Leichtketten im Serum ist der quantitative Nachweis monoklonaler freier Immunglobulin-Leichtketten möglich.

## Krankheitszeichen
Zu den vielfältigen Symptomen der verschiedenen Paraproteinämien zählt vor allem die Hyperviskosität (hyper - "über-", viskös - "zähflüssig") des Blutes, die durch die vermehrte Anzahl an Proteinen hervorgerufen wird. Als Folge einer Paraproteinämie kann es zu einer Amyloidose, zu Neuropathien und zu Gerinnungsstörungen (aufgrund der Hyperviskosität) kommen. Begleitend können Kälteagglutinine nachweisbar sein. Durch den Mangel an normalen (polyklonalen) Immunglobulinen (Hypogammaglobulinämie) kann eine erhöhte Anfälligkeit für Infekte bestehen. Die unterschiedlichen assoziierten Krankheitsbilder weisen zudem individuell typische Symptome und Charakteristika auf, die nicht bei jeder Form der Paraproteinämie anzutreffen sein müssen.

## Therapie
Bei der Therapie von Paraproteinämien werden zum einen die jeweiligen Symptome behandelt. Um des Weiteren die Ursache zu bekämpfen, gibt es verschiedene, je nach Art des krankhaft erhöhten Proteins unterschiedliche Therapiemöglichkeiten, die sich zudem nach der Malignität der Erkrankung richtet. Dazu gehört die Bisphosphonat-Behandlung (bei Knochenerkrankung), Chemotherapie, Immunmodulation,  Stammzelltransplantation, Strahlentherapie sowie chirurgische Eingriffe, bei denen proteinbildende (solide) Tumoren unter Umständen operativ entfernt werden können.